# Charlotte Brändström
Pour les articles homonymes, voir Brändström.
Charlotte Brändström, née le 30 mai 1959 à Paris, est une réalisatrice franco-suédoise.

## Biographie
Née à Paris de parents suédois, Charlotte Brändström est diplômée en réalisation de l'American Film Institute (AFI) à Los Angeles.
Depuis ses débuts dans le cinéma en 1989, elle a travaillé principalement en France. À 29 ans, elle réalise son premier film, Un été d'orages, dans lequel elle dirige la jeune Judith Godrèche. Son premier film suédois a été Wallander - The Revenge en 2009, après quoi elle a réalisé deux films de Johan Falk et un autre film de Wallander. Brändström mélange maintenant son travail en Europe avec des missions de réalisation aux États-Unis, où elle a réalisé des épisodes de séries télévisées américaines telles que Le Seigneur des anneaux : Les Anneaux de Pouvoir, The Witcher, Outlander, Madam Secretary, Chicago Police Department, Arrow, Grey's Anatomy et Colony, tout en réalisant les séries nordiques Okkupert et Ingen utan skuld.
Elle parle couramment le français, le suédois et l'anglais, ainsi qu'un peu d'allemand et d'espagnol.

## Filmographie

### Cinéma
- 1988 : Un été d'orages
- 1991 : L'Amour coté en bourse (Road to ruin)
- 1993 : D'une femme à l'autre
- 2012 : Johan Falk: Spelets regler (sv)
- 2013 : Johan Falk: Kodnamn Lisa (sv)

### Télévision
- 1990 : Une femme parfaite (Sweet Revenge) (téléfilm)
- 1991 : L'Amour côté en bourse ('Road to Ruin) (téléfilm)
- 1995 : Ils n'ont pas 20 ans (téléfilm)
- 1996 : Le Cheval de cœur (téléfilm)
- 1997 : Julie Lescaut (2 épisodes)
- 1998 : Drôle de père (téléfilm)
- 1999 : Le Monde à l'envers (téléfilm)
- 1999 : Manège (série télévisée) (1 épisode)
- 1999-2001 : Brigade spéciale (3 épisodes)
- 2000 : La Femme de mon mari (téléfilm)
- 2001 : Un couple modèle (téléfilm)
- 2002 : Le juge est une femme (série télévisée) (1 épisode)
- 2002 : Une Ferrari pour deux (téléfilm)
- 2003 : Fargas (série télévisée) (1 épisode)
- 2003 : Une villa pour deux (téléfilm)
- 2004 : Julie, chevalier de Maupin (mini-série) (2 épisodes)
- 2006 : Alerte à Paris ! (téléfilm)
- 2006 : Opération Rainbow Warrior (téléfilm)
- 2007 : Le Fantôme de mon ex (téléfilm)
- 2007 : Ma fille est innocente (téléfilm)
- 2008 : De sang et d'encre (téléflim)
- 2008 : L'Affaire Bruay-en-Artois (téléfilm)
- 2009 : Aveugle, mais pas trop (téléfilm)
- 2009-2013 : Wallander : Enquêtes criminelles (série télévisée) (2 épisodes)
- 2010 : Trahie ! (téléfilm)
- 2010 : Les Dames : Dame de cœur (série télévisée) (1 épisode)
- 2011 : La Loi selon Bartoli (série télévisée) (1 épisode)
- 2013-2014 : Vaugand (série télévisée) (2 épisodes)
- 2013 : Les Saisons meurtrières (mini-série) (épisode Bleu catacombes)
- 2015 : Disparue (mini-série) (8 épisodes)
- 2015-2016 : Chicago Police Department (série télévisée) (2 épisodes)
- 2015-2019 : Madam Secretary (série télévisée) (8 épisodes)
- 2016 : Arrow (série télévisée) (1 épisode)
- 2016 : Grey's Anatomy (série télévisée) (1 épisode)
- 2016 : Tyrant (série télévisée) (1 épisode)
- 2017 : L'Art du crime (série télévisée) (2 épisodes)
- 2017 : Occupied (série télévisée) (2 épisodes)
- 2017 : Outlander (série télévisée) (2 épisodes)
- 2017-2018 : Colony (série télévisée) (saison 2, 1 épisode /saison 3, 1 épisode)
- 2018 : Conspiracy of Silence (série télévisée) (8 épisodes)
- 2018 : FBI (série télévisée) (1 épisode)
- 2018 : Counterpart (série télévisée) (saison 2, 2 épisodes)
- 2019 : The Witcher (série télévisée) (2 épisodes)
- 2019 : Le Maître du Haut Château (saison 4, 1 épisode)
- 2020 : The Outsider (série télévisée) (1 épisode)
- 2020 : Away (série télévisée) (2 épisodes)
- 2021 : Jupiter's Legacy (série télévisée) (2 épisodes)
- 2021 : L'Improbable Assassin d'Olof Palme (Den osannolika môrdaren) (mini-série)
- 2022-2024 : Le Seigneur des anneaux : Les Anneaux de Pouvoir (The Lord of the Rings : The Rings of Power) (série télévisée) (7 épisodes)
- 2023 : Le Consultant (The Consultant) (série télévisée) (2 épisodes)
- 2023 : Le Continental : D'après l'Univers de John Wick (The Continental) (mini-série) (1 épisode)
- 2024 : Shōgun (série télévisée) (1 épisode)